# Список рекордов Европы по плаванию в ластах
В данную статью включены материалы по действующим рекордам мира по плаванию в ластах.

## Мужчины
| Дисциплина                  | Результат | Гражданство | Спортсмен                                                                                             | Дата       | Соревнование            | Место проведения      | Примечание |
| --------------------------- | --------- | ----------- | --- | ---------- | ----------------------- | --------------------- | ---------- |
| 50 м, ныряние               | 13.85     | Россия      | Павел Кабанов                                                                                         | 1.08.2014  | Чемпионат Европы - 2014 | г. Линьяно-Саббьядоро | WR         |
| 50 м в ластах               | 15.06     | Россия      | Павел Кабанов                                                                                         | 30.07.2014 | Чемпионат Европы - 2014 | г. Линьяно-Саббьядоро | WR         |
| 100 м в ластах              | 34.18     | Греция      | Уильям Пол Болдуин                                                                                    | 17.08.2012 | Чемпионат Европы - 2012 | г. Линьяно-Саббьядоро | WR         |
| 200 м в ластах              | 1:20.37   | Италия      | Стефано Фиджини                                                                                       | 19.08.2012 | Чемпионат Европы - 2012 | г. Линьяно-Саббьядоро | WR         |
| 400 м в ластах              | 2:56.93   | Россия      | Евгений Смирнов                                                                                       | 6.08.2013  | Чемпионат мира - 2013   | г. Казань             | WR         |
| 800 м в ластах              | 6:16.24   | Украина     | Александр Одиноков                                                                                    | 1.08.2014  | Чемпионат Европы - 2014 | г. Линьяно-Саббьядоро | WR         |
| 1500 м в ластах             | 12:13.52  | Германия    | Свен Лютцкендорф                                                                                      | 23.08.2009 | Чемпионат мира - 2009   | г. Санкт-Петербург    | WR         |
| 50 м в классических ластах  | 18.75     | Швейцария   | Флори Ланг                                                                                            | 16.08.2012 | Чемпионат Европы - 2012 | г. Линьяно-Саббьядоро | WR         |
| 100 м в классических ластах | 42.32     | Россия      | Сергей Селезнёв                                                                                       | 17.07.2015 | Чемпионат мира - 2015   | г. Яньтай             |            |
| 200 м в классических ластах | 1:34.68   | Италия      | Гергей Косина                                                                                         | 2.08.2014  | Чемпионат Европы - 2014 | г. Линьяно-Саббьядоро | WR         |
| 100 м с аквалангом          | 31.52     | Россия      | Евгений Скорженко                                                                                     | 9.09.2002  | Чемпионат мира - 2002   | г. Патры              | WR         |
| 400 м с аквалангом          | 2:42.90   | Венгрия     | Денеш Канио                                                                                           | 1.08.2011  | Чемпионат мира - 2011   | г. Ходмезёвашархей    | WR         |
| 800 м с аквалангом          | 5:46.96   | Венгрия     | Силард Вильхельм                                                                                      | 28.07.2010 | Чемпионат Европы - 2010 | г. Казань             | WR         |
| эстафета 4х100 м            | 2:19.08   | Россия      | Павел Кабанов (34.90) Алексей Казанцев (34.91) Андрей Барабаш (34.68) Дмитрий Кокорев (34.59)         | 9.08.2013  | Чемпионат мира - 2013   | г. Казань             | WR         |
| эстафета 4х200 м            | 5:22.94   | Россия      | Дмитрий Журман (1:21.29) Андрей Барабаш (1:20.35) Евгений Смирнов (1:20.18) Дмитрий Кокорев (1:20.62) | 29.07.2014 | Чемпионат Европы - 2014 | г. Линьяно-Саббьядоро | WR         |

## Женщины
| Дисциплина                  | Результат | Гражданство | Спортсмен                                                                                                | Дата       | Соревнование            | Место проведения      | Примечание |
| --------------------------- | --------- | ----------- | --- | ---------- | ----------------------- | --------------------- | ---------- |
| 50 м, ныряние               | 16.22     | Россия      | Яна Касимова                                                                                             | 22.08.2009 | Чемпионат мира - 2009   | г. Санкт-Петербург    |            |
| 50 м в ластах               | 17.72     | Украина     | Маргарита Артюшенко                                                                                      | 31.07.2010 | Чемпионат Европы - 2010 | г. Казань             |            |
| 100 м в ластах              | 39.27     | Венгрия     | Лилла Шекели                                                                                             | 18.08.2012 | Чемпионат Европы - 2012 | г. Линьяно-Саббьядоро |            |
| 200 м в ластах              | 1:25.90   | Россия      | Валерия Барановская                                                                                      | 18.07.2015 | Чемпионат мира - 2015   | г. Яньтай             | WR         |
| 400 м в ластах              | 3:13.65   | Россия      | Василиса Кравчук                                                                                         | 22.08.2009 | Чемпионат мира - 2009   | г. Санкт-Петербург    |            |
| 800 м в ластах              | 6:49.69   | Украина     | Яна Трофимец                                                                                             | 17.08.2012 | Чемпионат Европы - 2012 | г. Линьяно-Саббьядоро |            |
| 1500 м в ластах             | 13:12.73  | Украина     | Яна Трофимец                                                                                             | 9.08.2013  | Чемпионат мира - 2013   | г. Казань             |            |
| 50 м в классических ластах  | 21.36     | Венгрия     | Петра Сенански                                                                                           | 19.07.2015 | Чемпионат мира - 2015   | г. Яньтай             | WR         |
| 100 м в классических ластах | 46.89     | Венгрия     | Петра Сенански                                                                                           | 17.07.2015 | Чемпионат мира - 2015   | г. Яньтай             | WR         |
| 200 м в классических ластах | 1:43.43   | Россия      | Виталина Симонова                                                                                        | 6.08.2013  | Чемпионат мира - 2013   | г. Казань             | WR         |
| 100 м с аквалангом          | 36.86     | Франция     | Камилла Хейтц                                                                                            | 24.08.2009 | Чемпионат мира - 2009   | г. Санкт-Петербург    |            |
| 400 м с аквалангом          | 3:02.91   | Россия      | Валентина Артемьева                                                                                      | 7.07.2006  | Чемпионат мира - 2006   | г. Турин              |            |
| 800 м с аквалангом          | 6:31.67   | Россия      | Вера Яровицкая                                                                                           | 9.08.2013  | Чемпионат мира - 2013   | г. Казань             |            |
| эстафета 4х100 м            | 2:37.04   | Россия      | Алёна Ширяева Валерия Барановская Александра Скурлатова Вера Илюшина                                     | 18.07.2015 | Чемпионат мира - 2015   | г. Яньтай             | WR         |
| эстафета 4х200 м            | 5:59.22   | Россия      | Валерия Барановская (1:28.33) Елена Кононова (1:31.87) Вера Илюшина (1:29.39) Василиса Кравчук (1:29/59) | 8.08.2013  | Чемпионат мира - 2013   | г. Казань             | WR         |